# منطاب
مِنْطاب أو ضخم الجلد (الاسم العلمي: Megaderma)، جنس خفافيش من فصيلة المنطابيات. يحتوي الجنس على نوعين حيين:
- Lesser false vampire bat (Megaderma spasma)
- Greater false vampire bat (Megaderma lyra)

يمتلك Megaderma lyra أجنحة أكبر من Megaderma spasma. عُثر على أنواع الجنس في جنوب شرق آسيا والهند وسريلانكا. تتداخل نطاقات النوعين في شبه جزيرة ملايو وسريلانكا وتايلاند وفيتنام وكمبوديا وميانمار وعلى طول الساحل الشرقي للهند.
كان الخفاش الشبح (Macroderma gigas) سابقًا ضمن المنطاب (Megaderma) قبل إعادة التصنيفه في جنس كبير الجلد (Macroderma)